# Taouloukoult
Taouloukoult  (in arabo تاولوكلت‎?) è un centro abitato e comune rurale del Marocco situato nella provincia di Chichaoua, regione di Marrakech-Safi. Conta una popolazione di 10 682 abitanti (censimento 2014).